# Kölner Forschungsstelle für Medienrecht
Die Kölner Forschungsstelle für Medienrecht ist im Jahre 2006 an der Fakultät für Wirtschaftswissenschaften der Technischen Hochschule Köln eingerichtet worden. Leiter ist Rolf Schwartmann.

## Aufgaben
- Aufgabe ist es, Entwicklungen im Medienrecht und in der Medienpraxis zu begleiten. Dabei ist es Ziel, drängende Fragen aus der Praxis gemeinsam mit verschiedenen Vertretern der Medien zu erörtern.
- Als Folge des digitalen Wandels hat sich der Gegenstand der Forschung und Lehre an der Forschungsstelle seit der Gründung 2006 vom Medienrecht auf das Datenschutzrecht und das Recht der Digitalisierung ausgedehnt. Forschungsschwerpunkte sind das Medien- und Urheberrecht, das Datenschutzrecht sowie das Informationstechnologie- und Wettbewerbsrecht.
- Die Praxis verlangt einen permanenten Austausch zwischen Wirtschaft, Rechtswissenschaft und Politik, den die Kölner Forschungsstelle für Medienrecht fördert und pflegt. Neben der wissenschaftlichen Arbeit bietet die Forschungsstelle ein Forum zum Austausch für Repräsentantinnen und Repräsentaten von Medienwissenschaft und Medienunternehmen auf den regelmäßig stattfindenden Veranstaltungen.
- Darüber hinaus leistet die Kölner Forschungsstelle für Medienrecht mit dem Masterstudiengang Medienrecht und Medienwirtschaft, LL.M., seit 2008 einen Beitrag zur Ausbildung hochqualifizierter Medienexperten.

## Beirat
Der Beirat besteht aus Persönlichkeiten aus Medien, Politik und Wissenschaft. Ihm gehören an:
- Achim Berg, Präsident des Digitalverbandes Bitkom
- Peter Charissé, Geschäftsführer ANGA Verband Deutscher Kabelnetzbetreiber
- Dieter Dörr, Senior-Forschungsprofessur an der Johannes Gutenberg-Universität Mainz und ehemaliger Direktor des Mainzer Medieninstituts
- Florian Drücke, Geschäftsführer Bundesverband Musikindustrie
- Claus Grewenig, Vorstandsvorsitzender VAUNET – Verband Privater Medien und Chief Corporate Affairs Officer, RTL Deutschland
- Marit Hansen, Landesbeauftragte für Datenschutz und Leiterin des Unabhängigen Landeszentrums für Datenschutz Schleswig-Holstein (ULD)
- Markus Hartmann, Leitender Oberstaatsanwalt in Köln und Leiter der Zentral- und Ansprechstelle Cybercrime Nordrhein-Westfalen (ZAC NRW)
- Matthias Hornschuh, Komponist und Mitglied des Aufsichtsrats der GEMA
- Joachim Metzner, Alt-Präsident der TH Köln
- Tobias Schmid, Direktor der Landesanstalt für Medien Nordrhein-Westfalen LfM
- Stefan Sporn, Sprecher des Beirats der Forschungsstelle Medienrecht, COO Splendid Medien AG / Geschäftsführer Splendid Synchron GmbH

## Kölner Mediensymposium der Kölner Forschungsstelle für Medienrecht
Mit dem Ziel, aktiv Impulse zu setzen und den interdisziplinären Dialog zu fördern, veranstaltet die Kölner Forschungsstelle für Medienrecht in Kooperation mit wechselnden Mitveranstaltern seit 2006 das Kölner Mediensymposium. Die Veranstaltung ist ein Forum für aktuelle Fragestellungen des nationalen Medien- und Internetrechts, die unter Beteiligung der Öffentlichkeit mit Vertreterinnen und Vertretern aus Wissenschaft, Praxis und Politik erörtert werden.

## Medienrecht trifft Medienwirtschaft
Die Kölner Forschungsstelle für Medienrecht veranstaltet in Kooperation mit Unternehmen der Medien- und Digitalwirtschaft anlässlich der Eröffnung des neuen Studienjahres zu Beginn des Wintersemesters eine Eröffnungsveranstaltung um die beruflichen Perspektiven der Absolventen aufzuzeigen und die Wirtschaft auf die Studierenden der Forschungsstelle aufmerksam zu machen.

## Studium
Die Kölner Forschungsstelle für Medienrecht bietet an der TH Köln den LL.M. Studiengang Medienrecht und Medienwirtschaft an. Der Studiengang richtet sich an Absolventen eines rechtswissenschaftlichen oder eines anderen einschlägigen Studiengangs mit dem Mindestabschlussgrad „Bachelor“ und einer Gesamtnote von mindestens „gut“ (2,5) oder dem 1. Juristischen Staatsexamen.
Der Masterstudiengang Medienrecht und Medienwirtschaft verknüpft Wissen aus den für die Medien- und Digitalbranche relevanten Bereichem des Rechts interdisziplinär mit Methoden- und Fachwissen aus den Wirtschaftswissenschaften und der Daten- und Übertragungstechnik. Dabei sind die Studieninhalte zielgenau auf die Belange der Medienpraxis ausgerichtet, auf der Verzahnung und aktiven Zusammenarbeit mit Medienunternehmen liegt der besondere Fokus des Studiengangs.